# Adam Davidson
Adam Davidson (* 13. August 1964 in Los Angeles) ist ein US-amerikanischer Schauspieler und Regisseur. Sein Vater ist der Theaterregisseur und -produzent Gordon Davidson. Er war als Schauspieler unter anderem in den Filmen Seitensprung in Manhattan, Way Past Cool, Návrat ztraceného ráje und Nature Boy tätig und führte bei einigen Episoden der Fernsehserien Grey’s Anatomy, Lost und Six Feet Under Regie.
Sein Kurzfilm The Lunch Date brachte ihm u. a. bei der Oscarverleihung 1991 den Oscar in der Kategorie Bester Kurzfilm ein. 

## Filmografie (als Regisseur)
- 1989: The Lunch Date (Kurzfilm)
- 1998: Law & Order (Fernsehserie, 1 Episode)
- 2000: The Invisible Man (Fernsehserie, 1 Episode)
- 2000: Cover Me: Based on the True Life of an FBI Family (Fernsehserie, 1 Episode)
- 2000: Way Past Cool
- 2001: The Chronicle (Fernsehserie, 4 Episoden)
- 2002: Monk (Fernsehserie, 1 Episode)
- 2003: Jake 2.0
- 2004: LAX (Fernsehserie, 1 Episode)
- 2004: Lost (Fernsehserie, 1 Episode)
- 2004: Deadwood (Fernsehserie, 1 Episode)
- 2004: Life As We Know It
- 2005: For Norman… Wherever you are
- 2005: Rom (Fernsehserie, 1 Episode)
- 2005–2006: Grey’s Anatomy (Fernsehserie, 4 Episoden)
- 2006: Six Feet Under (Fernsehserie, 1 Episode)
- 2006: Criminal Minds (Fernsehserie, 2 Episoden)
- 2007: Shark (Fernsehserie, 4 Episoden)
- 2007: John from Cincinnati (Fernsehserie, 1 Episode)
- 2007: Big Love (Fernsehserie, 1 Episode)
- 2009: True Blood (Fernsehserie, 1 Episode)
- 2009–2010: Community (Fernsehserie, 4 Episoden)
- 2010: Fringe – Grenzfälle des FBI (Fernsehserie, 1 Episode)
- 2011: Treme (Fernsehserie, 1 Episode)
- 2013: Low Winter Sun (Fernsehserie, 1 Episode)
- 2015–2016: Fear the Walking Dead (Fernsehserie, 5 Episoden)
- 2020: AJ and the Queen (Fernsehserie, 1 Episode)